# Medalla Conmemorativa del 30.º Aniversario de la Victoria en la Gran Guerra Patria de 1941-1945
La Medalla Conmemorativa del 30.º Aniversario de la Victoria en la Gran Guerra Patria de 1941-1945 (en ruso: Юбилейная медаль «Тридцать лет Победы в Великой Отечественной войне 1941—1945 гг.») es una medalla conmemorativa de la Unión de Repúblicas Socialistas Soviéticas establecida por decreto del 25 de abril de 1975 del Presidium del Sóviet Supremo para conmemorar el trigésimo aniversario de la victoria soviética sobre la Alemania nazi en la Segunda Guerra Mundial.  

## Reglamento
La Medalla se otorgaba aː
- Todo el personal civil y militar que participaron en los combates en los frentes de la Gran Guerra Patria en las filas de las Fuerzas Armadas de la URSS, partidarios de la Gran Guerra Patria, miembros de la clandestinidad, así como otras personas galardonadas con las medallas Medalla de la victoria sobre Alemania en la Gran Guerra Patriótica 1941-1945, Medalla de la victoria sobre Japón.
- Trabajadores u otro personal no combatiente, galardonados con la Medalla por el trabajo valiente en la Gran Guerra Patria 1941-1945.[1]

Las personas mencionadas en el primer párrafo reciben una medalla con la inscripción en el reverso «AL PARTICIPANTE EN LA GUERRA», y las personas mencionadas en el segundo párrafo - con la inscripción «AL PARTICIPANTE EN EL FRENTE LABORAL». También se concedía al personal civil y militar que recibieron las siguientes medallasː
- Por la Defensa de Leningrado
- Por la Defensa de Moscú
- Por la Defensa de Odesa
- Por la Defensa de Sebastopol
- Por la Defensa de Stalingrado
- Por la Defensa del Cáucaso
- Por la Defensa de Kiev
- Por la Defensa del Ártico soviético.

La medalla se concede en nombre del Presídium del Sóviet Supremo de la URSS por comandantes militares; jefes de agencias e instituciones; comisarios militares de municipios, distritos, regiones, territorios o repúblicas; el Sóviet Supremo de la Unión o de las repúblicas; o los comités ejecutivos de municipios, distritos, regiones o territorios.
La medalla se lleva en el lado izquierdo del pecho y, en presencia de otras órdenes y medallas de la URSS, se coloca inmediatamente después de la Medalla Conmemorativa del 20.º Aniversario de la Victoria en la Gran Guerra Patria de 1941-1945. Si se usa junto con otras órdenes y medallas de la Federación de Rusia, estas últimas tienen prioridad.

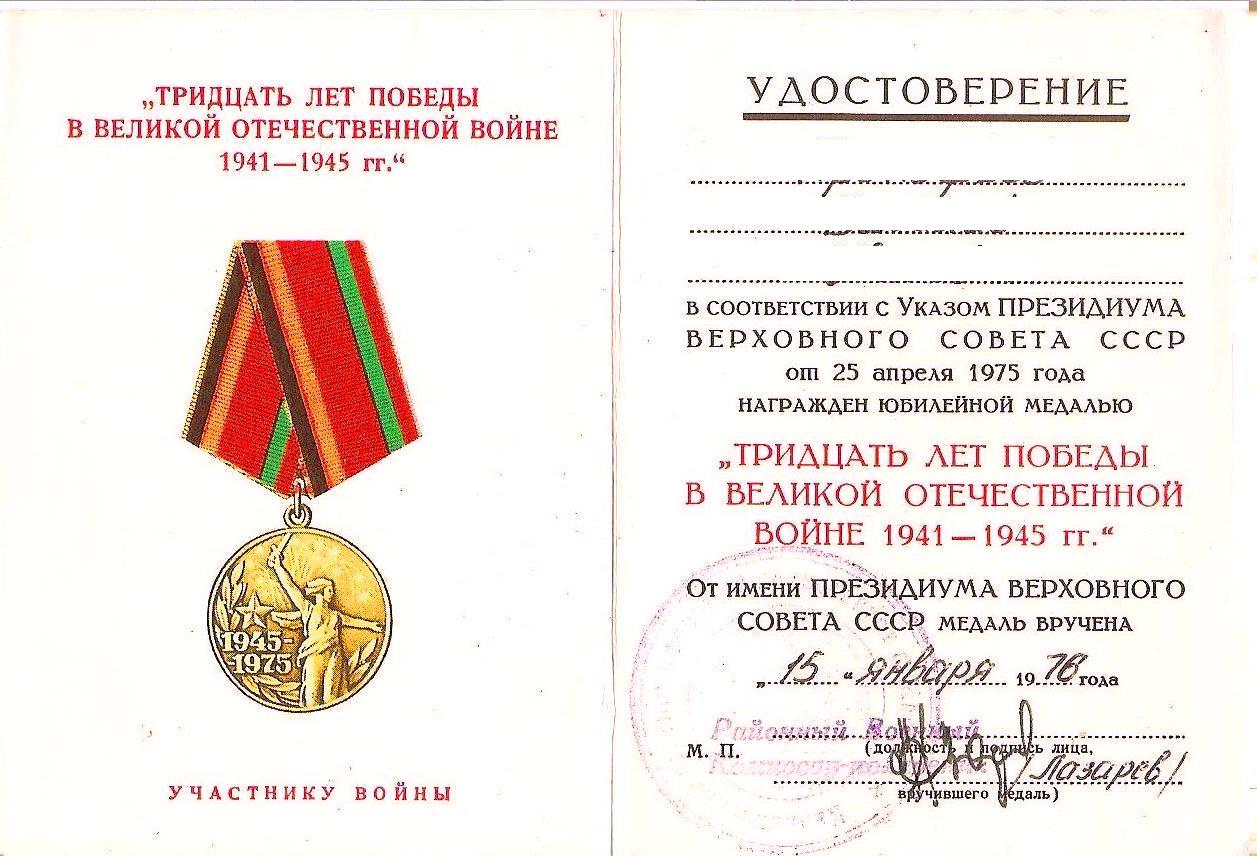
Documento de certificación de la concesión de la medalla.

Cada medalla venía con un certificado de premio, este certificado se presentaba en forma de un pequeño folleto de cartón de 8 cm por 11 cm con el nombre del premio, los datos del destinatario y un sello oficial y una firma en el interior.

## Descripción
La Medalla Conmemorativa del 30.º Aniversario de la Victoria en la Gran Guerra Patria de 1941-1945 es una medalla circular de latón de 36 mm de diámetro con un borde elevado.
En el anverso, sobre un fondo de fuegos artificiales en honor a la victoria del pueblo soviético en la Segunda Guerra Mundial, la imagen en relieve de la estatua de Yevgeny Vuchetich "Estatua de la Madre Patria", a la izquierda de la estatua, sobre ramas de laurel descendentes y ascendentes, cinco estrellas puntiaguda y las fechas "1945-1975".

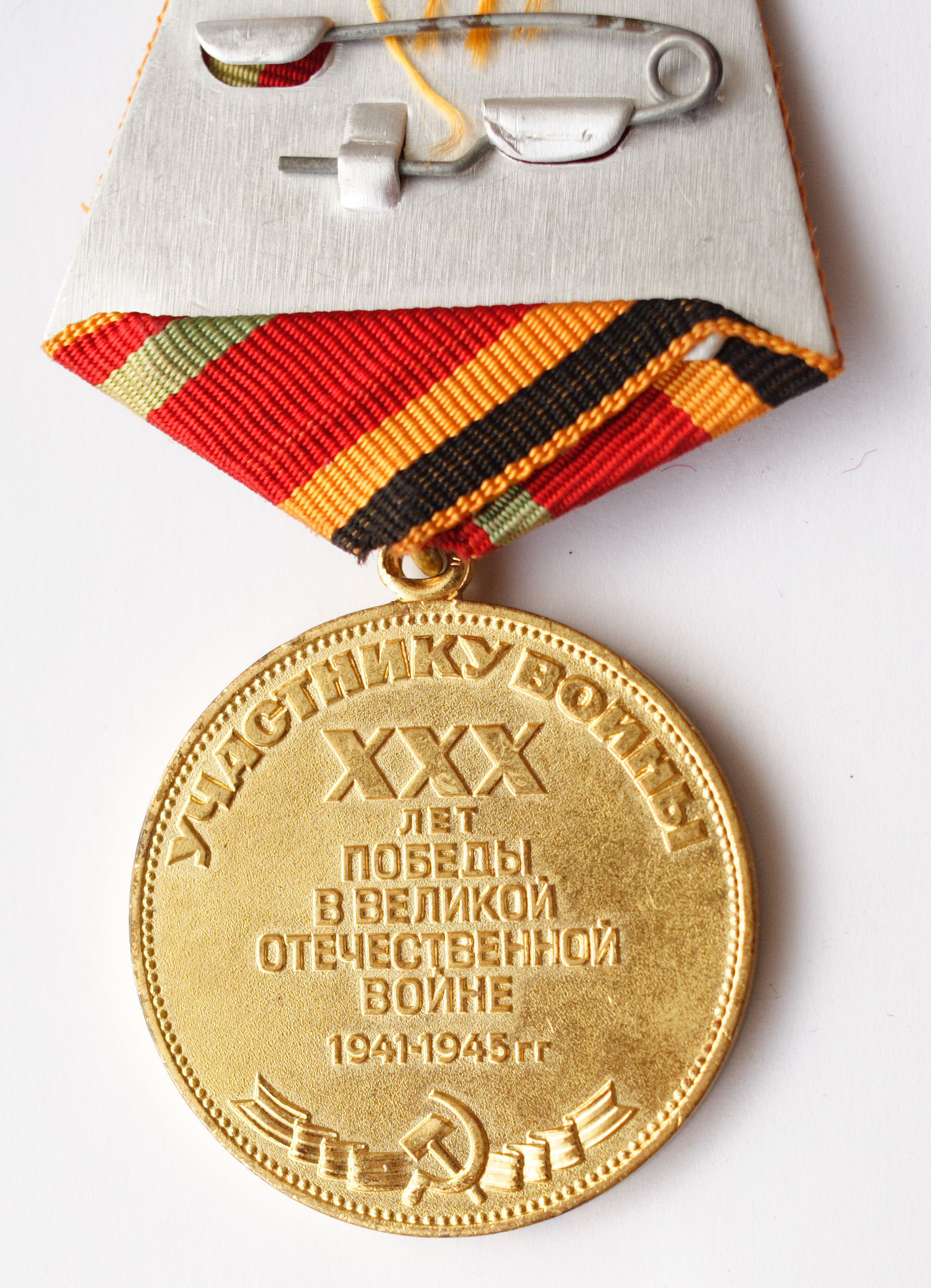
Reverso de la medalla

En el reverso, a lo largo de la circunferencia superior de la medalla, la inscripción en relieve «PARTICIPANTE EN LA GUERRA» (en ruso: «УЧАСТНИКУ ВОЙНЙ») o «PARTICIPANTE EN EL FRENTE LABORAL» (en ruso: «УЧАСТНИКУ ТРУДОВОГО ФРОНТА»), en el centro, la inscripción en relieve en siete líneas "XXX años de victoria en la Gran Guerra Patria de 1941-1945" (en ruso: «ХХХ лет Победы в Великой Отечественной войне 1941-1945 гг.»). En la parte inferior, la imagen en relieve de la hoz y el martillo sobre una cinta de San Jorge. En las medallas acuñadas en honor a los extranjeros, se omitieron las inscripciones inversas «PARTICIPANTE EN LA GUERRA» o «PARTICIPANTE EN EL FRENTE LABORAL». Los que no tuvieran inscripciones serían otorgados a líderes extranjeros.
Las imágenes e inscripciones de las medallas son convexas. La medalla está conectada por medio de un ojal y un anillo a un bloque pentagonal cubierto con una cinta de muaré de seda de 24 mm de ancho con franjas longitudinales alternas de colores negro y naranja de 3 mm de ancho cada uno, rojo - 10 mm de ancho, verde y rojo - 3 mm cada uno. Los bordes de la cinta están bordeados con estrechas franjas naranjas.